# Ochoża (powiat lubartowski)
Ochoża – osada w Polsce położona w województwie lubelskim, w powiecie lubartowskim, w gminie Uścimów.
W latach 1975–1998 miejscowość administracyjnie należała do województwa lubelskiego.
Miejscowość stanowi sołectwo gminy Uścimów. Według Narodowego Spisu Powszechnego z roku 2011 kolonia  liczyła 98 mieszkańców.
Wierni Kościoła rzymskokatolickiego należą do parafii św. Jana Chrzciciela w Parczewie.